# Santos Futebol Clube (féminines)
Pour les articles homonymes, voir Santos Futebol Clube.
Maillots
Actualités
Le Santos Futebol Clube est un club de football comprenant une section féminine entre 1997 et 2012 puis depuis 2015.

## Palmarès
- Copa Libertadores féminine (2)
  - Vainqueur en 2009 et 2010
  - Finaliste en 2018

- Coupe du Brésil (2)
  - Vainqueur en 2008 et 2009

- Ligue nationale du Brésil (1)
  - Vainqueur en 2007

- Championnat Paulista (2)
  - Vainqueur en 2007 et 2009
  - Finaliste en 2022

- Coupe Mercosul (1)
  - Vainqueur en 2006

- Championnat Paulista LINAF (1)
  - Vainqueur en 2009